# Masacre de enero en Lituania
La masacre de enero fue un intento de golpe de Estado fallido que tuvo lugar en Lituania entre los días 11 y 13 de enero de 1991 como consecuencia del acta de la declaración de independencia.
Dichas acciones fueron llevadas a cabo por militares soviéticos con el resultado de catorce civiles fallecidos (uno de ellos por infarto) y 702 heridos. Aparte de Vilna, también fueron afectadas localidades como Alytus, Šiauliai, Varėna y Kaunas.

## Trasfondo

### Ocupación e independencia
En 1940, las repúblicas bálticas, incluida Lituania fueron anexionadas por la Unión Soviética. Sin embargo, ningún estado occidental las reconoció como territorio soviético.
El 11 de marzo de 1990, la República Lituana redeclaró su independencia mientras las autoridades soviéticas atravesaban un periodo de inestabilidad y de emergencia. Las respuestas no se hicieron esperar y en los meses de marzo y abril, tropas aerotransportadas ocuparon varios edificios del Ministerio de Educación. Posteriormente, las altas esferas de la enseñanza soviética implementarían el Partido Comunista de la RSS de Lituania, partido perteneciente al PCUS.

### Consecuencias y protestas

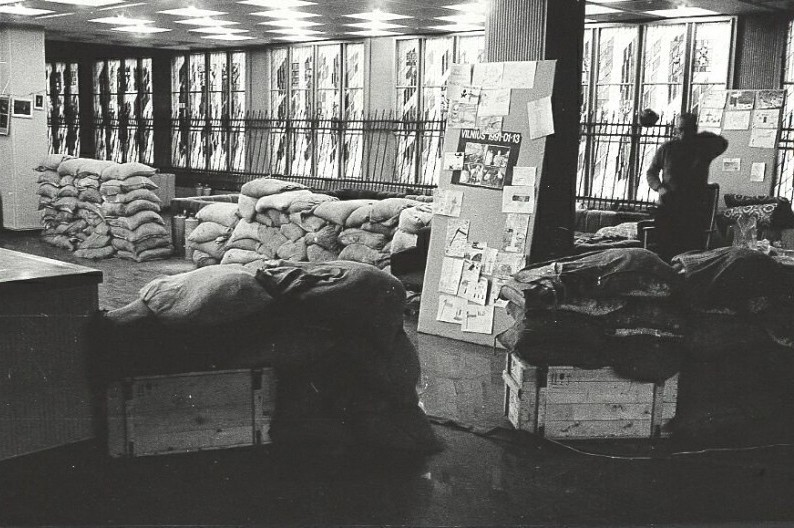
Palacio del Seimas durante la crisis del 13 de enero

Entre abril y finales de junio la Unión Soviética impuso un bloqueo económico. Todo esto, sumado a la escasez de recursos económicos y de electricidad hicieron mella en la opinión pública del recién restablecido país. La inflación aumentó un 100 % y continuaba creciendo. Finalmente, en enero de 1991 el Gobierno se vio obligado a elevar los precios en varias ocasiones, dichas acciones fueron aprovechadas por los sectores prorrusos para llevar a cabo protestas y manifestaciones.
Durante los cinco días que precedieron al inicio de la masacre, varios trabajadores de diversas nacionalidades (soviéticos, polacos) que trabajaban en varias industrias de la capital protestaron por el encarecimiento de los bienes de primera necesidad y que tales medidas suponían una discriminación étnica. Esto fue visto por parte de la HRW como "un acto de propaganda" para azuzar un posible conflicto étnico.
Con el fin de proteger a la población prorrusa, el Gobierno soviético envió varias unidades de las fuerzas armadas de élite y del servicio especial.

### Llegada de militares soviéticos
El 8 de enero, tras un conflicto interno entre el representante del Parlamento Vytautas Landsbergis y la primera ministra Kazimira Prunskienė, esta última presentaría su dimisión. Aquel mismo día se reunió con el presidente soviético Mijail Gorbachov con el fin de convencerle de que no lleve a cabo medidas militares, sin embargo tal posibilidad fue descartada. Aquel mismo día la organización Yedinstvo organizó una manifestación delante del Consejo Supremo con la intención de ocupar el Parlamento sin éxito. A pesar de que en el mismo día se estaba votando la derogación de la subida de los precios, continuaron produciéndose protestas y altercados por parte de los sectores prosoviéticos. Posteriormente, Landsbergis hizo un llamamiento a la población a través de los medios de comunicación para que protegiesen los edificios gubernamentales.
Entre el 8 y el 9 de enero fueron enviados varias unidades militares, entre las que figuraban el grupo contraterrorista Grupo Alfa y paramilitares de la 76.ª División Aérea de Asalto de la VDV con sede en Pskov. La explicación oficial recibida fue que debían garantizar el orden constitucional y el cumplimiento de las leyes de la RSS de Lituania y de la Unión Soviética.
El 10 de enero Gorbachov se dirigió al Consejo Supremo exigiendo la restauración de la constitución de la Unión Soviética en el estado báltico y la revocación de las "leyes anticonstitucionales". También mencionó que la intervención militar sería posible en cuestión de días.
Por otra parte, el gobierno lituano solicitó garantías de que Moscú no enviase tropas, pero no obtuvo respuesta.

## Cronología

### 11 de enero
A primera hora de la mañana, el portavoz del Consejo Supremo Vytautas Landsbergis y el primer ministro Albertas Šimėnas recibieron otro ultimátum por parte del "Congreso Democrático de Lituania" en el cual se pedía que se cumpliese las órdenes de Gorbachov. Tenían de plazo hasta las 15:00 (hora local) del 11 de enero.
- 11:50 - Varias unidades militares ocupan el Departamento Nacional de Defensa de Vilna.
- 12:00 - Otras unidades rodean y toman el edificio de la Casa de la Prensa. Al mismo tiempo se producen los primeros tiroteos contra la población civil, muchos de los cuales tuvieron que ser hospitalizados, algunos de ellos con heridas de bala.
- 12:15 - Paramilitares soviéticos ocupan el edificio regional del Departamento Nacional de Defensa en Alytus.
- 12:30 - Misma situación en Šiauliai por parte de varias unidades militares.
- 15:00 - Expira el ultimátum. En una conferencia de prensa organizada en la sede del Comité Central del Partido Comunista de Lituania (LKP), el líder del sector ideológico: Juozas Jermalavičius anuncia la creación del "Comité de Salvación Nacional de la RSS de Lituania". Acto seguido se erigen como el único "Gobierno legítimo" del país.
- 16:40 - El ministro de Asuntos Exteriores Algirdas Saudargas envía una carta diplomática a su homólogo soviético en la cual expresa su preocupación por la violencia del ejército soviético.
- 21:00 - Varias unidades militares ocupan el centro de retraducción televisivo de Nemenčinė.
- 23:00 - Varias unidades militares ocupan las oficinas de la estación ferroviaria de Vilna quedando suspendido el tráfico ferroviario durante varias horas.

### 12 de enero
Durante una sesión nocturna del Consejo Supremo, Landsbergis declaró que intentó ponerse en contacto con Gorbachov en tres ocasiones sin éxito. El general Vladislav Achalov, Viceministro de Defensa de la Unión Soviética, llegó a Lituania para hacerse cargo de todas las operaciones militares. A lo largo del día, la población llegada de varias zonas de Lituania empezó a rodear los principales edificios estratégicos: el Consejo Supremo, el de la administración radiotelevisiva, la Torre de Vilna TV y la telefónica.
- 00:30 - Varias unidades militares establecen un destacamento policial afín a la RSS de Lituania (OMON) en un suburbio de Vilna.
- 04:00 - Otras unidades tratan de ocupar, sin éxito, la Academia de Policía (actual Universidad Mykolas Romeris) de Vilna.
- 11:20 - Un grupo de soldados atacan la línea fronteriza cerca de Varėna.
- 14:00 - Un camión militar soviético colisiona con un vehículo civil en Kaunas con el resultado de un fallecido y tres heridos que tuvieron que ser hospitalizados. Los ciudadanos de Vilna llevan comida a los pasajeros de varios trenes varados a causa de una huelga. En el barrio de Naujoji Vilnia, varios ciudadanos se encuentran atrapados en una estación ferroviaria junto con varios niños procedentes de Chernóbil.
- 22:00 - Una columna de vehículos soviéticos es divisada cuando salía de una base militar de Vilna hacia el centro de la ciudad. Trabajadores del Comité Central del LKP instruyen a varios grupos especiales (Milicia Voluntaria Druzhina) con el fin de prepararlos para los "eventos especiales".
- 23:00 - Un grupo desconocido que alega ser parte del Comité de Salvación Nacional declara en el Consejo Supremo que tienen el deber de hacerse con el poder de Lituania para evitar el colapso económico y una posible guerra fratricida.

### 13 de enero

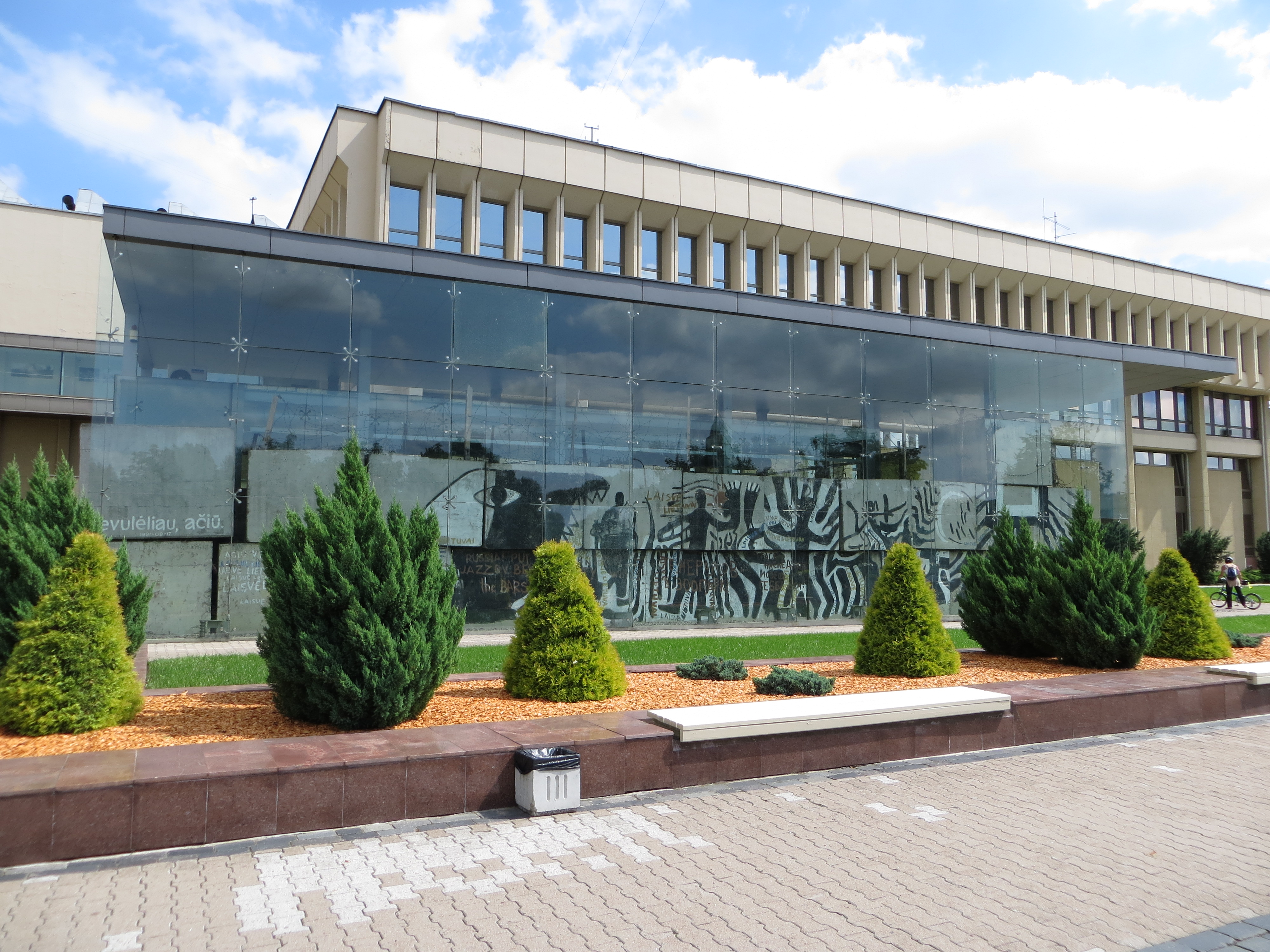
Restos de las barricadas a día de hoy como recuerdo

- 00:00 - Se divisa otra columna de vehículos militares, incluido tanques y BMP-3, abandonando la base y dirigiéndose a la Torre Vilna TV.
- 01:25 - Tras llegar a las inmediaciones de la torre, los tanques empiezan a abrir fuego. En consecuencia se producen destrozos en varias ventanas en edificios de la zona. En cuanto a la población civil, varios manifestantes pierden la audición, algunos de ellos de por vida.
- 01:50 - Tanques y soldados rodean la torre. Estos últimos comienzan a abrir fuego contra la población civil que se encontraba en las inmediaciones. Los tanques no dudan en arrollar a las personas a su paso. En este ataque se produce catorce fallecidos (la mayoría por disparos y dos de ellos atropellados por los tanques). También se produce una baja por fuego amigo: Viktor Shatskikh, miembro de la Unidad Alfa. Desde los altavoces instalados en varios BMP-3, mediante un mensaje radiado por Juozas Jermalavičius se hace un llamamiento a los presentes de que se dirijan todos a sus hogares:

Hermanos lituanos! El Gobierno nacionalista y separatista, que enfrentó al pueblo, ha sido derrotado! Vuelvan a sus hogares con vuestras familias e hijos.
Broliai lietuviai, nacionalistų ir separatistų vyriausybė, kuri priešpastatė save liaudžiai, nuversta. Eikite pas savo tėvus, vaikus!

- 02:00 - Los BMP-3 y los tanques rodean el edificio del Comité de Radiotelevisión. Los soldados disparan munición real contra el edificio custodiado por la multitud civil. Acto seguido la programación queda interrumpida. Las últimas imágenes emitidas son de un soldado soviético dirigiéndose a la cámara con el consecuente apagado.
- 02:30 - Media hora después empieza a emitirse una señal televisiva desde un pequeño estudio de Kaunas. En él, un técnico de un programa familiar que solía emitirse semanalmente desde Kaunas pidió ayuda para retransmitir lo que estaba pasando al mundo en varios idiomas para denunciar los actos de los militares soviéticos. En una hora, al estudio acudieron una multitud de profesores universitarios con conocimientos de varias lenguas internacionales. Aparte, el estudio también recibió amenazas por parte de una división armada invasora (posiblemente de las Fuerzas Aerotransportadas). Más adelante recibieron otra llamada en la que "se comprometían con no atacar siempre que no continuase la desinformación". No obstante, continuaron emitiendo en directo mientras duró la crisis. Para hacer llegar la señal a todo el país utilizaron los radiotransmisores de Juragiai y Sitkūnai.

En respuesta a estos dos ataques, una importante multitud empezó a congregarse alrededor del Consejo Supremo (20 000 durante la noche y más de 50 000 a primera hora de la mañana), los cuales levantaron barricadas y a establecer defensas. También se instalaron capillas provisionales tanto dentro como fuera del edificio. Posteriormente, y a pesar del equipo del que disponían, las fuerzas militares empezaron a retirarse en lugar de atacar.
Tales eventos fueron conocidos como "Domingo Sangriento". Entre los presentes en las barricadas había dos baloncestistas internacionales con la selección: Gintaras Einikis y Alvydas Pazdrazdis.

## Listado de víctimas

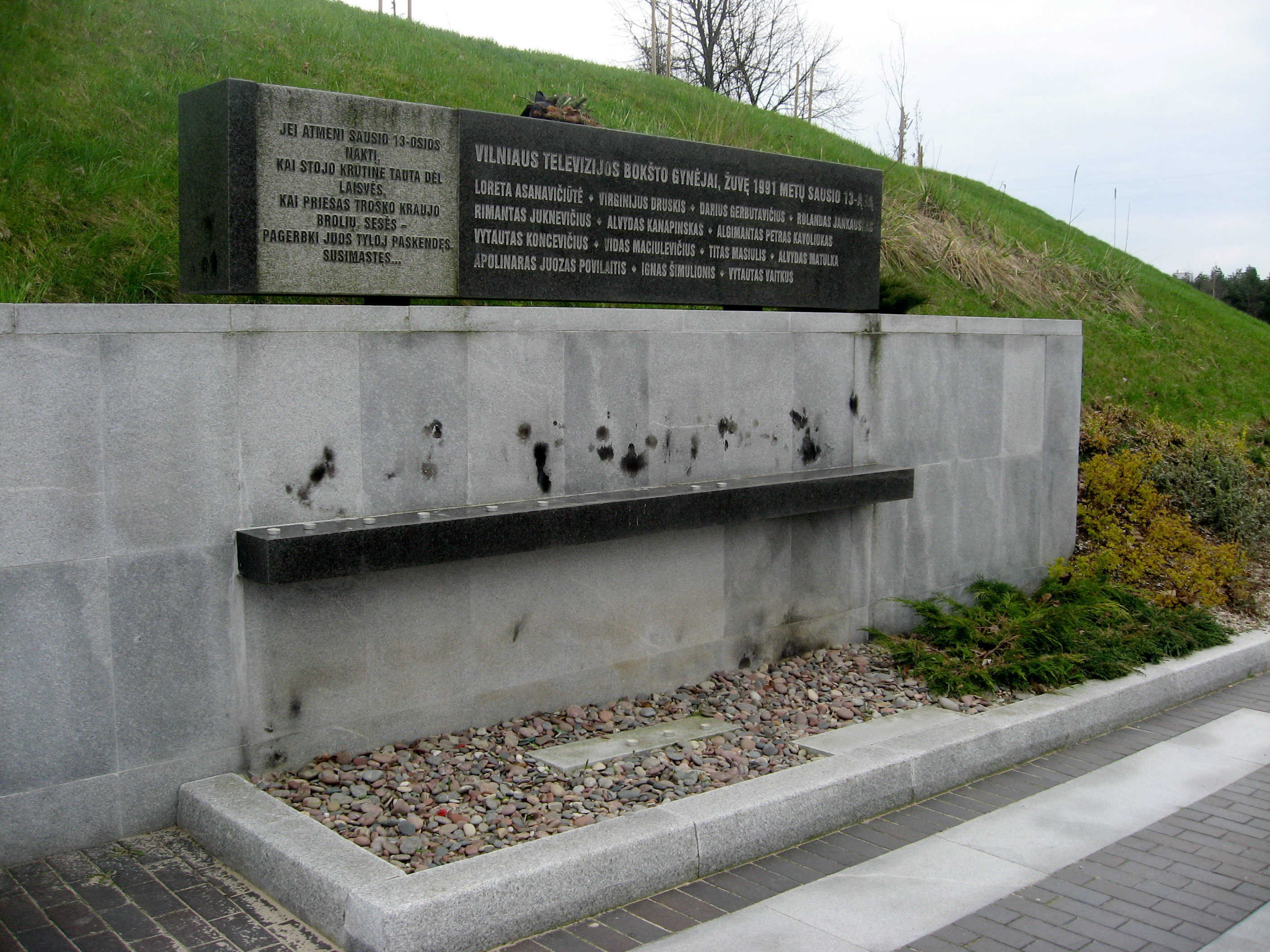
Memorial a las víctimas frente a la Torre de la Televisión

En total, trece civiles lituanos perdieron la vida en manos del ejército soviético. A esta cifra se sumaría un decimocuarto que fallecería por un paro cardíaco. La lista no incluye al soldado soviético que falleció por fuego amigo. Cabe destacar que todas las víctimas, salvo el militar, fueron homenajeadas y se les otorgó la Orden de la Cruz de Vytis a título póstumo.
De las catorce víctimas civiles, doce fueron enterradas en el cementerio de Antakalnis, Vilna. Los otros dos: Titas Masiulis y Rimantas Juknevičius fueron llevados a Petrašiūnai, Kaunas y a Marijampolė respectivamente.
La única baja por parte del bando soviético fue la de Viktor Viktorovich Shatskikh. Nacido en 1961. Fue Teniente del Grupo "A" del servicio MTO de la KGB. Recibió el disparo accidental de una bala de 5.45 mm que atravesó su chaleco antibalas. En aquel momento se encontraba en el interior del edificio de la Radio Televisión Nacional Lituana.
| Nº | Nombre                       | Detalles |
| -- | ---------------------------- | --- |
| 1  | Loreta Asanavičiūtė          | Nacida en 1963. Trabajaba como costurera en una fábrica. Falleció en el hospital después de haber sido arrollada por un tanque. Por su carácter tímido se la considera la "víctima más famosa" |
| 2  | Virginijus Druskis           | Nacido en 1969. Estudiante de la Universidad Tecnológica de Kaunas. Recibió un disparo en el pecho |
| 3  | Darius Gerbutavičius         | Nacido en 1973. Estudiante en la escuela vocacional. Recibió cinco disparos en varias partes del cuerpo (piernas, brazos y espalda) |
| 4  | Rolandas Jankauskas          | Nacido en 1969. Estudiante. Recibió un disparo en la cara y también fue víctima de una explosión. Su madre nació en el krai de Altái, Rusia |
| 5  | Rimantas Juknevičius         | Nacido en 1966. Natal de Marijampolė. Estudiante de último año en la Universidad Tecnológica de Kaunas. Recibió un disparo |
| 6  | Alvydas Kanapinskas          | Nacido en 1952. Trabajador en una empresa bioquímica de Kėdainiai. Recibió un disparo |
| 7  | Algimantas Petras Kavoliukas | Nacido en 1939. Trabajaba en una carnicería. Fue herido por una pelota de goma el 11 de enero mientras protestaba contra la presencia de las tropas soviéticas cerca de la Casa de la Prensa. Dos días después sería atropellado por un tanque. Según relataron algunos testigos, fue la primera víctima de aquella noche. |
| 8  | Vytautas Koncevičius         | Nacido en 1941. Fue tendero. Falleció un mes después de los ataques tras haber recibido un disparo. En 1945 fue deportado junto con su familia a Siberia. |
| 9  | Vidas Maciulevičius          | Nacido en 1966. Trabajaba como herrero. Falleció por disparos en la cara, cuello y en la columna |
| 10 | Titas Masiulis               | Nacido en 1962. Residente de Kaunas. Recibió disparos en el pecho. |
| 11 | Alvydas Matulka              | Nacido en 1955. Residente de Rokiškis. Falledió por un infarto |
| 12 | Apolinaras Juozas Povilaitis | Nacido en 1937. Trabajaba como obrero metalúrgico en un instituto. Recibió varias heridas de bala por todo el cuerpo: corazón, pulmón derecho, brazo superior y muslo |
| 13 | Ignas Šimulionis             | Nacido en 1973. Estudiante de un instituto. Recibió un disparo en la cabeza |
| 14 | Vytautas Vaitkus             | Nacido en 1943. Fue fontanero en una empresa cárnica. Recibió varios disparos en el pecho. |

## Repercusiones

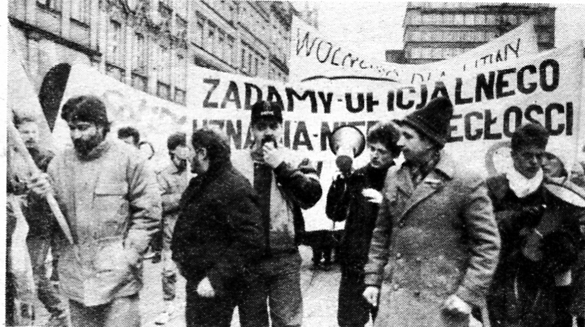
Un grupo de manifestantes polacos en solidaridad con la población lituana

Poco después de los ataques, el Consejo Supremo se dirigió a la opinión pública soviética e internacional a través de un comunicado en el que denunciaban los ataques recibidos. Al mismo tiempo pidieron que los gobiernos extranjeros reconociesen que la Unión Soviética llevó a cabo un acto de agresión contra una nación soberana. Después de informarse de las primeras noticias recibidas del país báltico, el Gobierno de Noruega hizo un llamamiento a la ONU. Por otro lado, el Gobierno de Polonia expresó su solidaridad con la población lituana y condenó las acciones del ejército soviético.
La reacción estadounidense fue más comedida, puesto que estaban preparándose para dar inicio a la Operación Tormenta del Desierto y no querían incomodar a los soviéticos. No obstante, George H. W. Bush denunció el incidente sin mostrarse crítico con la administración Gorbachov.
Tras el intento del golpe, el presidente Gorbachov declaró que "obreros e intelectuales" lituanos que protestaban contra las emisiones "antisoviéticas" intentaron hablar en el Parlamento, pero se les negó el acceso al mismo. También añadió que pidieron ayuda al comando militar de Vilna para que les ofreciese protección. Los ministros de Defensa Dmitri Yázov, de Interior Boris Pugo y el mandatario soviético coincidieron en que nadie desde Moscú dio órdenes para emplear la fuerza en Vilna. Por otra parte acusaron a los nacionalistas lituanos de pretender implementar una "dictadura burguesa" además de acusar a los manifestantes de ser quienes empezaron a disparar.

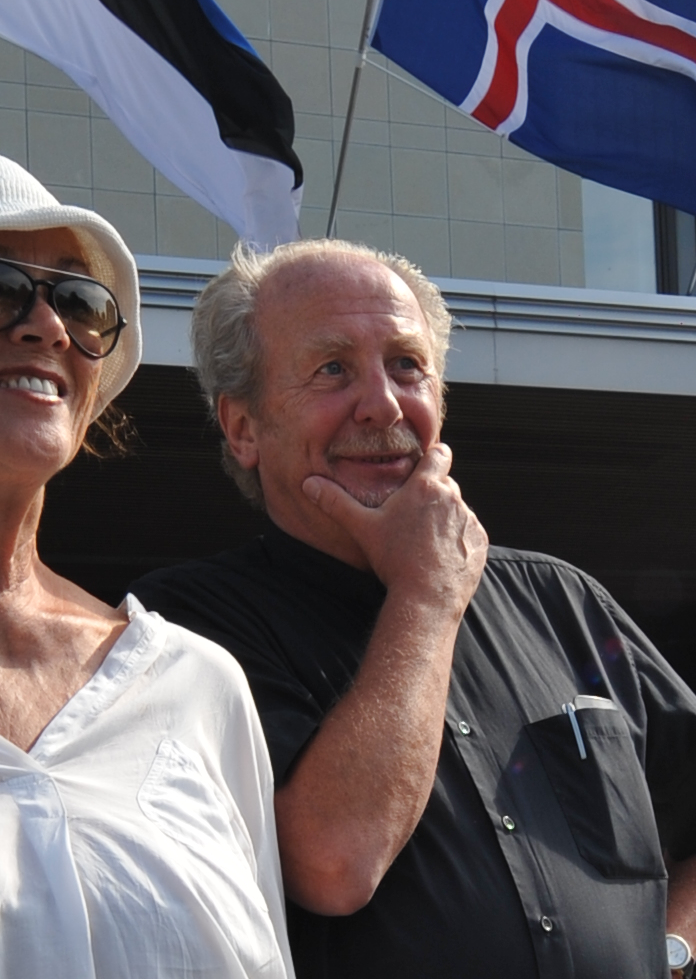
Jón Baldvin Hannibalsson (imagen de 2011), ministro de Exteriores de Islandia por aquel entonces, fue de los primeros en reconocer la soberanía del país báltico

Aunque la ocupación militar y los cercos continuaron varios meses después de los ataques, no se produjeron más ataques militares después del 13 de enero. Las reacciones inmediatas por parte de los países denominados occidentales y las acciones de las fuerzas democráticas soviéticas pusieron en una posición incomoda al Gobierno soviético. Posteriormente se llevaron a cabo negociaciones entre ambos países que culminaron en la firma de un tratado el 31 de enero.
El 20 de enero, durante una visita por parte de la delegación oficial islandesa, el ministro de Exteriores Jón Baldvin Hannibalsson declaró: ""Mi Gobierno está sopesando seriamente la posibilidad de establecer relaciones diplomáticas con la República de Lituania". Tal compromiso se llevó a cabo el 4 de febrero de 1991 cuando reconocieron formalmente a Lituania como estado independiente y soberano así como las relaciones entre ambos países.
Estos sucesos fueron considerados como los principales factores que llevaron a una abrumadora victoria a los partidarios de la independencia en un referéndum llevado a cabo el 9 de febrero con la participación del 84,73 % y una votación por el sí del 90,47 %.
Varias calles del barrio en el que se encuentra la torre de televisión fueron renombradas en memoria de nueve de las víctimas civiles. También se hizo lo mismo en otras poblaciones de donde fueron oriundos otros tantos fallecidos.
En el presente, la Federación Rusa continúa negando que las tropas soviéticas recurrieran a las armas.
En una entrevista concedida a Mikhail Golovatov, ex-comando del Grupo Alfa, este declaró: "las armas y la munición que se nos otorgaron fueron devueltas al finalizar la operación para asegurarse de que no se produjo ningún disparo desde nuestro bando. Pero a la hora del asalto, nuestro oficial Viktor Shatskikh falleció tras haber recibido un disparo por la espalda. Mientras hubimos asegurado la Torre de la Televisión y salimos fuera, nos vimos envueltos en una oleada de disparos procedentes de las viviendas aledañas, por lo que tuvimos que resguardarnos tras los vehículos blindados."

### Acciones legales
En 1996 dos miembros del Comité Central del LKP: Mykolas Burokevičius y Juozas Jermalavičius fueron condenados a cadena perpetua. Tres años después el tribunal del distrito de Vilna condenaría a seis antiguos militares soviéticos por su participación en el intento golpista. En 2001, Konstantin Mikhailov, soldado del OMON también fue sentenciado de por vida por las acciones que tuvieron lugar en la frontera con Bielorrusia en Medininkai donde murieron varios aduaneros y un agente de policía. Este incidente supuso el primer ataque soviético contra Lituania.
Desde 1992, representantes de la oficina del fiscal general de Lituania exigieron al Gobierno de Bielorrusia la extradición de Vladimir Uskhopchik (exgeneral al mando de la guarnición de Vilna por aquel entonces) y de Stanislava Juonene (editor del periódico Litva Sovetskaja). Sin embargo ambas peticiones fueron denegadas. De acuerdo con la fiscalía, se enviaron noventaicuatro peticiones de asistencia legal entre Rusia, Bielorrusia y Alemania.
En 2011 se produjeron tensiones diplomáticas con Austria después de que Mikhail Golovatov, exgeneral de la KGB involucrado en los sucesos del 13 de enero, fuese liberado por las autoridades alpinas en el aeropuerto de Viena poco después de ser arrestado. Posteriormente embarcaría en un vuelo con destino a Rusia. En consecuencia, el Gobierno llamó a consultas al embajador austriaco en Vilna.
El 27 de enero de 2016 dieron comienzo las vistas en la que sesentaicinco individuos se sentaron en el banquillo acusados de: crímenes de guerra, contra la humanidad, acciones violentas, asesinato, atentado contra la población civil y acciones militares ilegales.
Entre los acusados se encontraban el exministro de Defensa Yazov, el comandante del Grupo Alfa Golovatov y el jefe de la guarnición Uskhopchik.
Robertas Povilaitis, hijo de uno de los fallecidos pidió a las autoridades competentes que llevasen a cabo una investigación al respecto del posible papel ejercido por Gorbachov, quien fue llamado por la Corte Regional a testificar como testigo el 17 de octubre de 2016.
A día de hoy, el Gobierno ruso continúa negándose a extraditar a los acusados de haber participado en los eventos de enero. Más aún, en 2018 el organismo judicial ruso interpuso una demanda contra aquellos fiscales y jueces que investigan el caso.

## Legado
El periodista ruso Alexander Nevzorov grabó un vídeo conmemorativo desde el punto de vista ruso titulado Nashi ("Nuestros") sobre la participación de la Spetsnaz soviética que participó en el intento fallido del golpe. Poco después se fundaría en Rusia la organización política: Nashi de corte chovinista.